# 西力传
《西力传》（英語：Zelig）是一部1983年由伍迪·艾伦执导的仿纪录片喜剧电影。
影片讲述一个拥有奇特能力，会渐渐不自觉变得和身边的人一模一样的主角的故事。影片运用了绿幕技术，将演员加入到许多新闻短片的历史素材，以加强仿纪录片效果。数位文艺界的名人也在电影里客串演出，包括索尔·贝娄和苏珊·桑塔格。